# 托克扎克镇
托克扎克镇，是中华人民共和国新疆维吾尔自治区喀什地区疏附县下辖的一个乡镇级行政单位。

## 行政区划
托克扎克镇下辖以下地区：
新区社区、阿瓦提社区、诺尔巴格社区、古力巴格社区、萨依巴格社区、肖古孜村、伊什来木其村、阿亚格曼干村、阿亚格肖古孜村、尤喀尔克曼干村和皮拉勒村。